# Ricardo Brennand
Ricardo Brennand (Cabo de Santo Agostinho, 27 maggio 1927 – Recife, 25 aprile 2020) è stato un imprenditore e collezionista d'arte brasiliano fondatore dell'Instituto Ricardo Brennand, il museo che comprende la più grande collezione di dipinti di Frans Post nel mondo.

## Biografia
Laureato in ingegneria all'Università federale di Pernambuco, era figlio di Antônio Luiz de Almeida Brennand, imprenditore brasiliano nel ramo del cemento, di cui ereditò le fabbriche, nonché cugino dell'artista Francisco Brennand. Dopo la morte del padre egli acquistò un gran numero di dipinti realizzati da artisti del passato, fra i quali l'olandese Frans Post.
Nel 1999, Ricardo Brennand vendette le fabbriche di cemento al gruppo portoghese Cimpor per 590 milioni di dollari. Con parte del ricavato fondò a Recife l'Instituto Ricardo Brennand, inizialmente spazio culturale senza fini di lucro, che nel 2002 divenne a tutti gli effetti un museo, contenente le opere da lui collezionate nel corso degli anni.
Dal matrimonio con Graça Maria Monteiro gli nacquero otto figli.
Brennand morì a 92 anni nell'aprile del 2020, per complicazioni da Covid-19.